# Iranische Frauen-Handballnationalmannschaft
Die iranische Frauen-Handballnationalmannschaft vertritt Iran bei Länderspielen und internationalen Turnieren im Handball der Frauen.

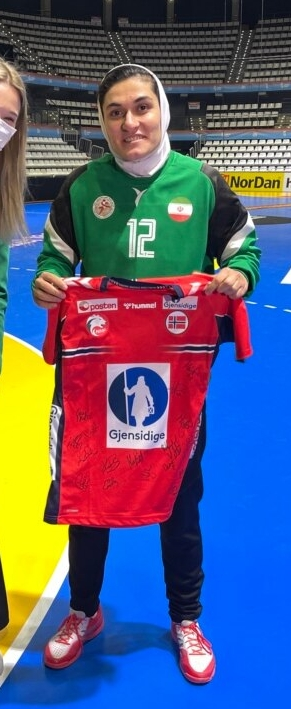
Fatemeh Khalili (2022)

## Geschichte
Sport ist für Frauen im Iran nur unter besonderen Umständen möglich. Die Spielerinnen der Nationalmannschaft spielen mit Kopftuch und in knöchellanger Kleidung, Grund dafür sind vom iranischen Regime unter Bezug auf Gesetze des Islam erlassene Vorschriften. Zu den Auslandseinsätzen reisen „Sittenwächter“ mit. Spielerinnen müssen, wie Shaghayegh Bapiri berichtete, vor Auslandseinsätzen eine Kaution hinterlegen.
Während der Weltmeisterschaft 2021 in Spanien, bei der Iran zum ersten Mal an einer Weltmeisterschaft teilnahm, setzte sich die Rückraumspielerin Shaghayegh Bapiri von der iranischen Delegation ab und beantragte Asyl. Sie begründete dies mit den aufgelegten Einschränkungen für Sportlerinnen im Iran. Der Präsident des iranischen Verbands, Alireza Pakdel, wies die Vorwürfe zurück; Bapiri würde „alle iranischen Sportlerinnen in Gefahr bringen, nicht zu internationalen Wettkämpfen geschickt zu werden“.
Von den 16 zur Weltmeisterschaft 2023 aufgebotenen Spielerinnen waren 15 im Iran aktiv, eine (Fatemeh Khalili Behfar) in Rumänien beim Zweitligisten  CSM Iasi 2020.

## Teilnahme an internationalen Turnieren

### Weltmeisterschaft
- Weltmeisterschaft 2021: 31. Platz (von 32 Teams)
Team: Maryam Yousefi (eingesetzt in 6 Spielen / 15 Tore geworfen), Nouriyeh Abbasi (6/7), Hadiseh Norouzi Khorzougho (6/6), Atieh Shahsavari (6/2), Shima Zare (6/0), Fatemeh Khalili Behfar (6/0), Shaghayegh Bapiri (6/4), Mina Vatanparast Tootoonsiz (6/12), Zeinab Bazrafkan (6/0), Bahar Eitzadgasht (6/10), Haniyeh Lak (6/0), Haniyeh Karimi (6/3), Soona Bidadabdegah (6/4), Arezou Kiyanara (6/21), Negar Zendehboudi (6/0), Elnaz Ghasemi (6/18);[6] Trainer: Ezatollah Razm Gar.
- Weltmeisterschaft 2023: 31. Platz (von 32 Teams)
Team: Mehraban Badvi (6/12), Bahar Eizadgashb (6/7), Zahra Faghihi (6/11), Fatemeh Khalili Behfar (7/0), Arezou Kiyaniara (7/9), Nastaran Koudzarifarahani (7/22), Haniyeh Lak (6/0), Fatemeh Merikh (7/41), Arezoo Mohammadi Ologhi (6/0), Hadiseh Norouzi Khorzoughi (6/10), Maede Oshaghi (6/4), Setareh Rahmanian (5/4), Sanaz Rajabi (4/6), Atieh Shahsavari (7/10), Mina Vatan Parast Tootoonsiz (4/2), Asra Zandi (6/6)[7]
Trainer: Gholamali Akbarabadi
- Weltmeisterschaft 2025:

### Asienmeisterschaft
- Asienmeisterschaft 2008: 7. Platz (von 10 Teams)
- Asienmeisterschaft 2010: 8. Platz (von 8 Teams)
- Asienmeisterschaft 2012: 9. Platz (von 12 Teams)
- Asienmeisterschaft 2015: 6. Platz (von 9 Teams)
- Asienmeisterschaft 2017: 7. Platz (von 8 Teams)
- Asienmeisterschaft 2018: 6. Platz (von 10 Teams)
- Asienmeisterschaft 2021: 4. Platz (von 11 Teams)
- Asienmeisterschaft 2022: 4. Platz (von 10 Teams)
- Asienmeisterschaft 2024: 4. Platz (von 8 Teams)

## Trainer
Trainiert wird das Team von Marziyeh Yousef.